# Aspidites
Aspidites è un genere di serpenti della famiglia  diffusi in Australia.

## Tassonomia
Il genere comprende 2 specie:
- Aspidites melanocephalus (Krefft, 1864)
- Aspidites ramsayi (Macleay, 1882)

## Distribuzione
Questo genere di rettili è diffuso esclusivamente in Australia, ad eccezione del sud del paese.